# Розлучення (телесеріал)
Розлучення (англ. Divorce) — американський комедійний телесеріал, створений Шерон Хорган. Прем'єра серіалу відбулася 9 жовтня 2016 року на телеканалі HBO. Головні ролі виконали Сара Джессіка Паркер та Томас Гейден Черч.14 листопада 2016 року телесеріал був продовжений на другий сезон. Прем'єра 2 сезону відбудеться взимку 2018 року судячи з нового трейлера HBO.

## У ролях

### Основний склад
- Сара Джессіка Паркер в ролі Френсіс Дюфресні, жінки, яка намагається почати все спочатку
- Томас Гейден Черч в ролі Роберта Дюфресні, чоловіка Френсіс
- Моллі Шеннон в ролі Діани, подруги Френсіс
- Талія Болсам в ролі Даллас Холт, близької подруги Френсіс
- Трейсі Леттс в ролі Ніка, чоловіка Діани
- Стерлінг Джерінс в ролі Ліли Дюфресні, дочки Френсіс і Роберта
- Чарлі Кілгор в ролі Тома Дюфресні, сина Френсіс і Роберта

### Другорядний склад
- Джемейн Клемент в ролі Жульєна Рено
- Дін Вінтерс в ролі Коула Холта
- Джеффрі ДеМанн в ролі Тоні Сілверкріка
- Юл Васкес в ролі Макса Бродкіна
- Алекс Вулф в ролі Крейга
- Кіша Золлар в ролі Грейс
- Хорхе Чапа в ролі Себастьяна
- Денні Гарсіа в ролі Гебріела
- Олек Крупа в ролі Ґустава

## Виробництво
У грудні 2014 року стало відомо, що Сара Джессіка Паркер отримала роль в пілотному епізоді «Розлучення», а також стане продюсером цього шоу. У лютому 2015 року Моллі Шеннон, Томас Гейден Черч та Джемейн Клемент приєдналися до акторського складу телесеріалу. У листопаді 2015 року кастинг пройшов Алекс Вулф, а в грудні -Стерлінг Джерінс. У червні 2017 року завершилися зйомки 2 сезону серіалу. Прем'єра 2 сезону повинна відбутися взимку 2018 року.
Місцем зйомок телесеріалу став Нью-Йорк (зокрема округ Вестчестер та Стейтен-Айленд).

## Відгуки критиків
«Розлучення» отримав відгуки в проміжку між змішаними й позитивними. На сайті-зібранні Rotten Tomatoes перший сезон тримає 63 % «свіжості», що обґрунтовано на 51-му коментарі критиків із середнім в рейтингу 5,8 / 10. Критичний консенсус сайту говорить: «Хоча» Розлучення «поверхневий, чорний гумор і хімія між персонажами потрапили в точку». На Metacritic у першого сезону 60 балів зі ста, що засноване на «змішаних і середніх» 37 рецензіях критиків.